# 斯泰德布鲁克
斯泰德布鲁克（Stede Broec）是荷蘭的一個城市和市镇，位於西弗里斯蘭地區。在行政區劃上，斯泰德布鲁克屬於北荷蘭省。

## 外部連結
- 维基共享资源上的相關多媒體資源：斯泰德布鲁克
- Official website （页面存档备份，存于）